# Xanthophenax antinorii
Xanthophenax antinorii är en stekelart som först beskrevs av Giovanni Gribodo 1879.
Xanthophenax antinorii ingår i släktet Xanthophenax och familjen brokparasitsteklar. Inga underarter finns listade i Catalogue of Life.